# Goera lepidoptera
Goera lepidoptera là một loài trong họ Goeridae. Chúng phân bố ở miền Cổ bắc.